# Hasselhoff – en svensk talkshow
Hasselhoff – en svensk talkshow är en engelsk- och svenskspråkig pratshow i TV3, som producerades i Sverige. Programmet leddes av den amerikanska skådespelaren och sångaren David Hasselhoff. Programmet sändes i en säsong våren 2014 på TV3.
I talkshowen gästas David Hasselhoff av kända svenskar. Programmet innehåller även sketcher där Kristoffer Appelquist och David Sundin medverkar. Gästerna blir intervjuade på engelska, samtidigt som David själv, under programseriens gång, försöker lära sig det svenska språket och den svenska kulturen.
I studion har David ett husband som heter Emma and The Hoffbeats, med saxofonisten Emma Essinger i fronten. De är med och spelar programmets ledmotiv Keep On Smiling av Tom Jones, med David Hasselhoff själv som sjunger. De är också med och spelar olika svenska låtar som presenteras när gästerna kommer in, som bland annat Ramlar av Håkan Hellström och Här kommer Pippi Långstrump. Dessutom spelar de i bakgrunden när David Hasselhoff ibland sjunger egna låtar i slutet av programmet. 2015 gjordes en finsk version, "David Hasselhoff Show".

## Avsnitt
| Nr | Gäster                                                            | Sändningsdatum   | Antal tittare | Tema                 |
| -- | ----------------------------------------------------------------- | ---------------- | ------------- | -------------------- |
| 1  | Felix Herngren, Cecilia Frode, Johannes Brost                     | 24 februari 2014 | 411 000       | Film                 |
| 2  | Laila Bagge Wahlgren, Britt Ekland, Ulf Ekberg                    | 3 mars 2014      | 286 000       | Kända svenskar i USA |
| 3  | Måns Möller, Kodjo Akolor, Claudia Galli Concha, Greg Poehler     | 10 mars 2014     | 269 000       | Humor                |
| 4  | Mark Levengood, Pernilla Wahlgren, Rebecca Simonsson, Edward Blom | 17 mars 2014     | 317 000       | Fest och tradition   |
| 5  | J-O Waldner, Tina Thörner, Frank Andersson, Patrick Ekwall        | 24 mars 2014     | 290 000       | Sport                |
| 6  | Tommy Körberg, Molly Sandén, Anders Bagge, Linda Lampenius        | 31 mars 2014     | 282 000       | Musik                |
| 7  | Pär Lernström, Elsa Billgren, Tobias Blom, Peter Siepen           | 7 april 2014     | 218 000       | Mode                 |
| 8  | Måns Zelmerlöw, Gudrun Schyman, Malin Gramer                      | 14 april 2014    | 238 000       | Kärlek               |
| 9  | Niklas Ekstedt, Sigrid Bárány, Carl Jan Granqvist, E-type         | 21 april 2014    | 230 000       | Mat                  |
| 10 | Maria Montazami, Måns Herngren, Robert Aschberg, Agneta Sjödin    | 19 maj 2014      | 180 000       | TV                   |